# Georg Engl (Politiker)
Georg Engl (* 23. Januar 1901 in München; † 1982 ebenda) war ein deutscher Politiker (KPD).

## Leben
Georg Engl stammte aus München und war in Freiburg im Breisgau als Bauarbeiter tätig. Dort wurde er in den 1920er Jahren Unterbezirksleiter der KPD. 1931 wurde er für die KPD zum Stadtverordneten gewählt. Nach der Machtergreifung der Nationalsozialisten tauchte er unter und entging so zunächst einer Verhaftung nach dem Reichstagsbrand. Er engagierte sich im Widerstand und wurde schließlich im Dezember 1933 doch verhaftet und wegen Vorbereitung des Hochverrats zu einer sechsmonatigen Zuchthausstrafe verurteilt, die er in Bruchsal verbüßte. Ab 1936 war er in den Konzentrationslagern Kislau, Dachau und Mauthausen inhaftiert. 1941 wurde er entlassen und zum Kriegsdienst in einem Strafbataillon eingezogen.
Nach dem Zweiten Weltkrieg kehrte er nach München zurück. Er war dort als städtischer Arbeiter tätig und gehörte von 1950 bis zum KPD-Verbot 1956 dem Münchner Stadtrat an. Bei der Bundestagswahl 1953 kandidierte er für die KPD erfolglos im Bundestagswahlkreis Fürstenfeldbruck sowie auf der bayerischen Landesliste.